# Newton Bromswold
Newton Bromswold est une paroisse civile et un village du Northamptonshire, en Angleterre.